# German Open (WTA)
Il German Open (WTA), chiamato anche per motivi di sponsorizzazione Berlin Tennis Open by Hylo, è un torneo di tennis femminile del WTA Tour, facente parte dal 2021 della categoria WTA 500, e precedentemente della categoria Tier I dal 1998 al 2008. Si svolge a Berlino in Germania sui campi in terra rossa del LTTC Rot-weiß consecutivamente dal 1979.

## Storia
La prima edizione di questo torneo, uno dei più antichi della storia del tennis, è datata 1896 sulla terra rossa dell'impianto sportivo dell'am Rothenbaum di Amburgo dove si è svolto combinatamente con i campionati internazionali tedeschi fino al 1978. Da allora il torneo femminile è stato spostato a Berlino sui campi del LTTC Rot-weiß che ha visto trionfare l'ex n.1 del tennis femminile, la tedesca Steffi Graf ben 9 volte stabilendo il record di vittorie nel singolare (Nataša Zvereva e Lesley Turner condividono il record nel doppio con 4 trofei ciascuna), e alla quale è stato intitolato il campo centrale. Nel 2004 il torneo è passato di proprietà alla Qatar Tennis Association che ha tenuto l'evento fino al 2008. Nel 2009 è stato soppresso e sostituito dal Warsaw Open, viene reinserito nel calendario Women's Tennis Association a partire dal 2021 passando dalla tradizionale terra rossa all'erba e venendo posticipato a giugno come evento preparatorio a Wimbledon.

### Nomi del torneo
German Open: 1926-1988 / 1993-2000 

Lufthansa Cup German Open: 1989-1992 

Eurocard German Open: 2001-2002 

MasterCard German Open: 2003 

Ladies German Open: 2004 

Qatar Telecom German Open: 2005-2008 

Bett1 Open: 2021-2023 

ecoTrans Ladies Open: 2024- 

## Albo d'oro

### Singolare[4]
| Anno      | Nome del torneo                   | Categoria     | Montepremi    | Superficie    | Vincitrice                | Finalista                 | Punteggio           |
| --------- | --------------------------------- | ------------- | ------------- | ------------- | ------------------------- | ------------------------- | ------------------- |
| 1896      | German Open Amburgo               |               |               | Terra         | Maren Thomsen             | E. Lantzius               | 6−3, 6−2, 7−5       |
| 1897      | German Open Amburgo               |               |               | Terra         | Blanche Bingley (1)       | Charlotte Cooper          | 6−3, 6−2, 6−2       |
| 1898      | German Open Amburgo               |               |               | Terra         | Elsie Lane (1)            | Toupie Lowther            | 7–5, 7–5            |
| 1899      | German Open Amburgo               |               |               | Terra         | Charlotte Cooper          | Clara von der Schulenberg | 7–5, 6–4            |
| 1900      | German Open Amburgo               |               |               | Terra         | Blanche Bingley (2)       | Muriel Robb               | 2–6, 8–6, 7–5       |
| 1901      | German Open Amburgo               |               |               | Terra         | Toupie Lowther            | Gladys Dudell             | 6–0, 6–0            |
| 1902      | German Open Amburgo               |               |               | Terra         | Mary Roß                  | Hilda Meyer               | 8–6, 6–0            |
| 1903      | German Open Amburgo               |               |               | Terra         | Violet Pinckney           | Hilda Meyer               | 6–2, 6–1            |
| 1904      | German Open Amburgo               |               |               | Terra         | Elsie Lane (2)            | L. Bergmann               | 6–3, 6–0            |
| 1905      | German Open Amburgo               |               |               | Terra         | Elsie Lane (3)            | K. Krug                   | 6–0, 6–1            |
| 1906      | German Open Amburgo               |               |               | Terra         | Luise Berton              |                           | 4–6, 6–3, 6–1       |
| 1907      | German Open Amburgo               |               |               | Terra         | Margit Madarász (1)       |                           | 7–5, 0–6, 6–2       |
| 1908      | German Open Amburgo               |               |               | Terra         | Margit Madarász (2)       | Salusbury                 | 2–6, 6–4, 6–0       |
| 1909      | German Open Amburgo               |               |               | Terra         | Anita Heimann Lent        |                           | 6–4, 0–6, 6–4       |
| 1910      | German Open Amburgo               |               |               | Terra         | Mieken Rieck (1)          |                           | 6–1, 6–3            |
| 1911      | German Open Amburgo               |               |               | Terra         | Mieken Rieck (2)          |                           | 6–1, 4–6, 6–1       |
| 1912      | German Open Amburgo               |               |               | Terra         | Dorothea Köring (1)       |                           | 6–2, 6–2            |
| 1913      | German Open Amburgo               |               |               | Terra         | Dorothea Köring (2)       |                           | 6–4, 6–4            |
| 1914-1919 | Non disputato                     | Non disputato | Non disputato | Non disputato | Non disputato             | Non disputato             | Non disputato       |
| 1920      | German Open Amburgo               |               |               | Terra         | Ilse Friedleben (1)       | Daisy Uhl                 | 9–7, 6–1            |
| 1921      | German Open Amburgo               |               |               | Terra         | Ilse Friedleben (2)       | Nelly Neppach             |                     |
| 1922      | German Open Amburgo               |               |               | Terra         | Ilse Friedleben (3)       | Nelly Neppach             |                     |
| 1923      | Non disputato                     | Non disputato | Non disputato | Non disputato | Non disputato             | Non disputato             | Non disputato       |
| 1924      | German Open Amburgo               |               |               | Terra         | Ilse Friedleben (4)       | Nelly Neppach             | 2–6, 6–4, 10–8      |
| 1925      | German Open Amburgo               |               |               | Terra         | Nelly Neppach             | Ilse Friedleben           | 5–7, 6–4, 6–2       |
| 1926      | German Open Amburgo               |               |               | Terra         | Ilse Friedleben (5)       | Nelly Neppach             | 6–3, 6–3            |
| 1927      | German Open Amburgo               |               |               | Terra         | Cilly Aussem (1)          | Ilse Friedleben           | 6–3, 6–3            |
| 1928      | German Open Amburgo               |               |               | Terra         | Daphne Akhurst            | Cilly Aussem              | 2–6, 6–0, 6–4       |
| 1929      | German Open Amburgo               |               |               | Terra         | Paula von Reznicek        | Violet Owen               | 6–2, 4–6, 6–0       |
| 1930      | German Open Amburgo               |               |               | Terra         | Cilly Aussem (2)          | Hilde Krahwinkel          | 6–4, 6–4            |
| 1931      | German Open Amburgo               |               |               | Terra         | Cilly Aussem (3)          | Irmgard Rost              | 6–1, 6–2            |
| 1932      | German Open Amburgo               |               |               | Terra         | Lolette Payot             | Hilde Krahwinkel          | 6–2, 1–6, 6–4       |
| 1933      | German Open Amburgo               |               |               | Terra         | Hilde Krahwinkel (1)      | Hilde Krahwinkel          | 6–2, 6–1            |
| 1934      | German Open Amburgo               |               |               | Terra         | Hilde Sperling (2)        | Cilly Aussem              | 6–2, 6–3            |
| 1935      | German Open Amburgo               |               |               | Terra         | Hilde Sperling (3)        | Cilly Aussem              | 9–7, 6–0            |
| 1936      | Non disputato                     | Non disputato | Non disputato | Non disputato | Non disputato             | Non disputato             | Non disputato       |
| 1937      | German Open Amburgo               |               |               | Terra         | Hilde Sperling (4)        | Marie-Luise Horn          | 4–6, 6–2, 6–2       |
| 1938      | German Open Amburgo               |               |               | Terra         | Hilde Sperling (5)        | Margot Lumb               | 6–1, 6–0            |
| 1939      | German Open Amburgo               |               |               | Terra         | Hilde Sperling (6)        | Hella Kovac               | 6–0, 6–1            |
| 1940-1947 | Non disputato                     | Non disputato | Non disputato | Non disputato | Non disputato             | Non disputato             | Non disputato       |
| 1948      | German Open Amburgo               |               |               | Terra         | Ursula Rosenow            | Inge Pohmann              | 6–2, 8–6            |
| 1949      | German Open Amburgo               |               |               | Terra         | Maria Weiß                | Inge Pohmann              | 6–2, 6–8, 9–7       |
| 1950      | German Open Amburgo               |               |               | Terra         | Dorothy Head (1)          | Ursula Heidtmann          | 6–3, 6–0            |
| 1951      | German Open Amburgo               |               |               | Terra         | Nancye Wynne Bolton       | Maria Weiß                | 6–3, 6–3            |
| 1952      | German Open Amburgo               |               |               | Terra         | Dorothy Head (2)          | Erika Vollmer             | 6–1, 6–3            |
| 1953      | German Open Amburgo               |               |               | Terra         | Dorothy Head Knode (3)    | Joy Mottram               | 6–0, 4–6, 6–4       |
| 1954      | German Open Amburgo               |               |               | Terra         | Joy Mottram               | Inge Pohmann              | 2–6, 7–5, 6–2       |
| 1955      | German Open Amburgo               |               |               | Terra         | Beryl Penrose             | Erika Vollmer             | 6–4, 6–4            |
| 1956      | German Open Amburgo               |               |               | Terra         | Thelma Coyne Long         | Silvana Lazzarino         | 7–5, 6–2            |
| 1957      | German Open Amburgo               |               |               | Terra         | Yola Ramírez              | Rosie Reyes               | 7–5, 6–3            |
| 1958      | German Open Amburgo               |               |               | Terra         | Lorraine Coghlan          | Shirley Bloomer           | 6–4, 7–5            |
| 1959      | German Open Amburgo               |               |               | Terra         | Edda Buding               | Zsuzsa Körmöczy           | walkover            |
| 1960      | German Open Amburgo               |               |               | Terra         | Sandra Reynolds (1)       | Maria Bueno               | 7–5, 8–6            |
| 1961      | German Open Amburgo               |               |               | Terra         | Sandra Reynolds (2)       | Yola Ramírez              | 5–7, 7–5, 6–1       |
| 1962      | German Open Amburgo               |               |               | Terra         | Sandra Reynolds Price (3) | Ann Haydon                | 4–6, 6–3, 7–5       |
| 1963      | German Open Amburgo               |               |               | Terra         | Renee Schuurman           | Lesley Turner             | 6–4, 1–6, 6–3       |
| 1964      | German Open Amburgo               |               |               | Terra         | Margaret Court (1)        | Maria Bueno               | 6–1, 6–1            |
| 1965      | German Open Amburgo               |               |               | Terra         | Margaret Court (2)        | Edda Buding               | 6–3, 6–2            |
| 1966      | German Open Amburgo               |               |               | Terra         | Margaret Court (3)        | Maria Bueno               | 8–6, 6–3            |
| 1967      | German Open Amburgo               |               |               | Terra         | Françoise Dürr            | Lesley Turner             | 6–4, 6–4            |
| 1968      | German Open Amburgo               |               |               | Terra         | Annette du Plooy          | Judy Tegart Dalton        | 6–1, 7–5            |
| 1969      | German Open Amburgo               |               |               | Terra         | Judy Tegart Dalton        | Helga Masthoff            | 6–3, 6–4            |
| 1970      | German Open Amburgo               |               |               | Terra         | Helga Schultze            | Helga Masthoff            | 6–3, 6–3            |
| 1971      | German Open Amburgo               |               |               | Terra         | Billie Jean King          | Helga Masthoff            | 6–3, 6–2            |
| 1972      | German Open Amburgo               |               |               | Terra         | Helga Masthoff (1)        | Linda Tuero               | 6–3, 3–6, 8–6       |
| 1973      | German Open Amburgo               |               |               | Terra         | Helga Masthoff (2)        | Pat Walkden               | 6–4, 6–1            |
| 1974      | German Open Amburgo               |               |               | Terra         | Helga Masthoff (3)        | Martina Navrátilová       | 6–4, 5–7, 6–3       |
| 1975      | German Open Amburgo               |               | 30 000 $      | Terra         | Renáta Tomanová           | Kazuko Sawamatsu          | 7–6, 5–7, 10–8      |
| 1976      | German Open Amburgo               |               | 30 000 $      | Terra         | Sue Barker                | Renáta Tomanová           | 6–3, 6–1            |
| 1977      | German Open Amburgo               |               | 35 000 $      | Terra         | Laura duPont              | Heidi Eisterlehner        | 6–1, 6–4            |
| 1978      | German Open Amburgo               |               | 35 000 $      | Terra         | Mima Jaušovec             | Virginia Ruzici           | 6–2, 6–3            |
| 1979      | German Open Berlino               |               | 100 000 $     | Terra         | Caroline Stoll            | Regina Maršíková          | 7–6(4), 6–0         |
| 1980      | Non disputato                     | Non disputato | Non disputato | Non disputato | Non disputato             | Non disputato             | Non disputato       |
| 1981      | German Open Berlino               |               | 100 000 $     | Terra         | Regina Maršíková          | Ivanna Madruga            | 6–2, 6–1            |
| 1982      | German Open Berlino               |               | 100 000 $     | Terra         | Bettina Bunge             | Kathy Rinaldi             | 6–2, 6–2            |
| 1983      | German Open Berlino               |               | 150 000 $     | Terra         | Chris Evert (1)           | Kathleen Horvath          | 6–4, 7–6(3)         |
| 1984      | German Open Berlino               |               | 150 000 $     | Terra         | Claudia Kohde Kilsch      | Kathleen Horvath          | 7–6(8), 6–1         |
| 1985      | German Open Berlino               |               | 150 000 $     | Terra         | Chris Evert (2)           | Steffi Graf               | 6–4, 7–5            |
| 1986      | German Open Berlino               |               | 150 000 $     | Terra         | Steffi Graf (1)           | Martina Navrátilová       | 6–2, 6–3            |
| 1987      | German Open Berlino               |               | 150 000 $     | Terra         | Steffi Graf (2)           | Claudia Kohde Kilsch      | 6–2, 6–3            |
| 1988      | German Open Berlino               | Tier I        | 300 000 $     | Terra         | Steffi Graf (3)           | Helena Suková             | 6–3, 6–2            |
| 1989      | Lufthansa Cup Berlino             | Tier I        | 300 000 $     | Terra         | Steffi Graf (4)           | Gabriela Sabatini         | 6–3, 6–1            |
| 1990      | Lufthansa Cup German Open Berlino | Tier I        | 500 000 $     | Terra         | Monica Seles              | Steffi Graf               | 6–4, 6–3            |
| 1991      | Lufthansa Cup German Open Berlino | Tier I        | 500 000 $     | Terra         | Steffi Graf (5)           | Arantxa Sánchez           | 6–3, 4–6, 7–6(6)    |
| 1992      | Lufthansa Cup German Open Berlino | Tier I        | 550 000 $     | Terra         | Steffi Graf (6)           | Arantxa Sánchez           | 4–6, 7–5, 6–2       |
| 1993      | German Open Berlino               | Tier I        | 750 000 $     | Terra         | Steffi Graf (7)           | Gabriela Sabatini         | 7–6(3), 2–6, 6–4    |
| 1994      | German Open Berlino               | Tier I        | 750 000 $     | Terra         | Steffi Graf (8)           | Brenda Schultz            | 7–6(6), 6–4         |
| 1995      | German Open Berlino               | Tier I        | 806 250 $     | Terra         | Arantxa Sánchez           | Magdalena Maleeva         | 6–4, 6–1            |
| 1996      | German Open Berlino               | Tier I        | 926 250 $     | Terra         | Steffi Graf (9)           | Karina Habšudová          | 4–6, 6–2, 7–5       |
| 1997      | German Open Berlino               | Tier I        | 926 250 $     | Terra         | Mary Joe Fernández        | Mary Pierce               | 6–4, 6–2            |
| 1998      | German Open Berlino               | Tier I        | 926 250 $     | Terra         | Conchita Martínez (1)     | Amélie Mauresmo           | 6–4, 6–4            |
| 1999      | German Open Berlino               | Tier I        | 1 050 000 $   | Terra         | Martina Hingis            | Julie Halard              | 6–0, 6–1            |
| 2000      | German Open Berlino               | Tier I        | 1 080 000 $   | Terra         | Conchita Martínez (2)     | Amanda Coetzer            | 6–1, 6–2            |
| 2001      | Eurocard German Open Berlino      | Tier I        | 1 185 000 $   | Terra         | Amélie Mauresmo (1)       | Jennifer Capriati         | 6–4, 2–6, 6–3       |
| 2002      | Eurocard German Open Berlino      | Tier I        | 1 224 000 $   | Terra         | Justine Henin (1)         | Serena Williams           | 6–2, 1–6, 7–6(5)    |
| 2003      | MasterCard German Open Berlino    | Tier I        | 1 262 000 $   | Terra         | Justine Henin (2)         | Kim Clijsters             | 6–4, 4–6, 7–5       |
| 2004      | Ladies German Open Berlino        | Tier I        | 1 300 000 $   | Terra         | Amélie Mauresmo (2)       | Venus Williams            | Abbandono           |
| 2005      | Qatar Total German Open Berlino   | Tier I        | 1 300 000 $   | Terra         | Justine Henin (3)         | Nadia Petrova             | 6–3, 4–6, 6–3       |
| 2006      | Qatar Telecom German Open Berlino | Tier I        | 1 340 000 $   | Terra         | Nadia Petrova             | Justine Henin             | 4–6, 6–4, 7–5       |
| 2007      | Qatar Telecom German Open Berlino | Tier I        | 1 340 000 $   | Terra         | Ana Ivanović              | Svetlana Kuznecova        | 3–6, 6–4, 7–6(4)    |
| 2008      | Qatar Telecom German Open Berlino | Tier I        | 1 340 000 $   | Terra         | Dinara Safina             | Elena Dement'eva          | 3–6, 6–2, 6–2       |
| 2009-2020 | Non disputato                     | Non disputato | Non disputato | Non disputato | Non disputato             | Non disputato             | Non disputato       |
| 2021      | Bett1 Open Berlino                | WTA 500       | 565 530 $     | Erba          | Ljudmila Samsonova        | Belinda Bencic            | 1–6, 6–1, 6–3       |
| 2022      | Bett1 Open Berlino                | WTA 500       | 757 900 $     | Erba          | Ons Jabeur                | Belinda Bencic            | 6–3, 2–1 rit.       |
| 2023      | Bett1 Open Berlino                | WTA 500       | 780 637 $     | Erba          | Petra Kvitová             | Donna Vekić               | 6–2, 7–6(6)         |
| 2024      | ecoTrans Ladies Open Berlino      | WTA 500       | 922 573 $     | Erba          | Jessica Pegula            | Anna Kalinskaja           | 6(0)–7, 6–4, 7–6(3) |
| 2025      | Berlin Ladies Open Berlino        | WTA 500       | 1 064 510 $   | Erba          | Markéta Vondroušová       | Wang Xinyu                | 7-6(10), 4-6, 6-2   |

### Doppio[4]
| Anno      | Nome del torneo                   | Categoria     | Montepremi    | Superficie    | Vincitrice                                    | Finalista                              | Punteggio           |
| --------- | --------------------------------- | ------------- | ------------- | ------------- | --------------------------------------------- | -------------------------------------- | ------------------- |
| 1926      | German Open Amburgo               |               |               | Terra         | Mieken Rieck Ellen Hoffman                    |                                        |                     |
| 1927      | German Open Amburgo               |               |               | Terra         | Nelly Neppach Ilona Váradi                    |                                        |                     |
| 1928      | German Open Amburgo               |               |               | Terra         | Daphne Akhurst Esna Boyd                      |                                        |                     |
| 1929      | German Open Amburgo               |               |               | Terra         | Frey ( Joan Fry?) Golyer (sposata Munro?)     |                                        |                     |
| 1930      | German Open Amburgo               |               |               | Terra         | Phoebe Holcroft Watson Kitty McKane (1)       |                                        |                     |
| 1931      | German Open Amburgo               |               |               | Terra         | Kitty McKane (2) Naomi Trentham               |                                        |                     |
| 1932      | German Open Amburgo               |               |               | Terra         | Hilde Krahwinkel (1) Anne Peitz               |                                        |                     |
| 1933      | German Open Amburgo               |               |               | Terra         | Elsie Pittmann Kay Stammers                   |                                        |                     |
| 1934      | German Open Amburgo               |               |               | Terra         | Gearman Nancy Lyle                            |                                        |                     |
| 1935      | German Open Amburgo               |               |               | Terra         | Madzy Rollin Couquerque Änne Schneider (1)    |                                        |                     |
| 1936-1937 | Non disputato                     | Non disputato | Non disputato | Non disputato | Non disputato                                 | Non disputato                          | Non disputato       |
| 1938      | German Open Amburgo               |               |               | Terra         | Thelma Coyne Long (1) Nancye Wynne Bolton (1) |                                        |                     |
| 1939      | German Open Amburgo               |               |               | Terra         | Hilde Sperling (2) Änne Schneider (2)         |                                        |                     |
| 1940-1947 | Non disputato                     | Non disputato | Non disputato | Non disputato | Non disputato                                 | Non disputato                          | Non disputato       |
| 1948      | German Open Amburgo               |               |               | Terra         | Thilde Dietz Ursula Heidtmann                 |                                        |                     |
| 1949      | German Open Amburgo               |               |               | Terra         | v Tarny Zehden                                |                                        |                     |
| 1950      | German Open Amburgo               |               |               | Terra         | Dorothy Head (1) Inge Pohmann                 |                                        |                     |
| 1951      | German Open Amburgo               |               |               | Terra         | Nancye Wynne Bolton (2) Clare Proctor         |                                        |                     |
| 1952      | German Open Amburgo               |               |               | Terra         | Dorothy Head Knode (2) Joy Mottram (1)        |                                        |                     |
| 1953      | German Open Amburgo               |               |               | Terra         | Dorothy Head Knode (3) Joy Mottram (2)        |                                        |                     |
| 1954      | German Open Amburgo               |               |               | Terra         | Joy Mottram (3) Erika Vollmer                 |                                        |                     |
| 1955      | German Open Amburgo               |               |               | Terra         | Mary Carter Beryl Penrose                     |                                        |                     |
| 1956      | German Open Amburgo               |               |               | Terra         | Fay Muller Daphne Seeney                      |                                        |                     |
| 1957      | German Open Amburgo               |               |               | Terra         | Angela Mortimer Patricia Ward                 |                                        |                     |
| 1958      | German Open Amburgo               |               |               | Terra         | Kawton Thelma Coyne Long (2)                  |                                        |                     |
| 1959      | German Open Amburgo               |               |               | Terra         | Yola Ramírez Rosie Reyes                      |                                        |                     |
| 1960      | German Open Amburgo               |               |               | Terra         | Edda Buding Christine Truman                  |                                        |                     |
| 1961      | German Open Amburgo               |               |               | Terra         | Sandra Reynolds Renee Schuurman               | Margaret Court Lesley Turner           | 7–5, 6–4            |
| 1962      | German Open Amburgo               |               |               | Terra         | Jan Lehane Lesley Turner (1)                  |                                        |                     |
| 1963      | German Open Amburgo               |               |               | Terra         | Margaret Hunt Annette du Plooy (1)            |                                        |                     |
| 1964      | German Open Amburgo               |               |               | Terra         | Margaret Court (1) Lesley Turner (2)          | Norma Baylon Helga Schultze            | 6–2, 3–6, 6–2       |
| 1965      | German Open Amburgo               |               |               | Terra         | Margaret Court (2) Lesley Turner (3)          | Maria Bueno Françoise Durr             | 6–3, 6–1            |
| 1966      | German Open Amburgo               |               |               | Terra         | Ann Haydon-Jones Margaret Court (3)           | Norma Baylon Annette du Plooy          | 6–3, 6–2            |
| 1967      | German Open Amburgo               |               |               | Terra         | Judy Tegart Dalton (1) Lesley Turner (4)      | Françoise Durr Gail Sherriff           | 8–6, 6–1            |
| 1968      | German Open Amburgo               |               |               | Terra         | Annette du Plooy (2) Billie Jean King (1)     | Winnie Shaw Judy Tegart Dalton         | 6–3, 7–5            |
| 1969      | German Open Amburgo               |               |               | Terra         | Helga Masthoff (1) Judy Tegart Dalton (2)     | Edda Buding Helga Schultze             | 6–1, 6–4            |
| 1970      | German Open Amburgo               |               |               | Terra         | Karen Krantzcke Kerry Reid                    | Winnie Shaw Virginia Wade              | 6–0, 6–1            |
| 1971      | German Open Amburgo               |               |               | Terra         | Rosie Casals (1) Billie Jean King (2)         | Helga Masthoff Heide Orth              | 6–2, 6–1            |
| 1972      | German Open Amburgo               |               |               | Terra         | Helga Masthoff (2) Heide Orth (1)             | Wendy Overton Valerie Ziegenfuss       | 6–3, 2–6, 6–0       |
| 1973      | German Open Amburgo               |               |               | Terra         | Helga Masthoff (3) Heide Orth (2)             | Kremmer Laura Rossouw                  | 6–1, 6–2            |
| 1974      | German Open Amburgo               |               |               | Terra         | Raquel Giscafré Helga Schultze                | Martina Navrátilová Renáta Tomanová    | 6–3, 6–2            |
| 1975      | German Open Amburgo               |               |               | Terra         | Dianne Fromholtz Renáta Tomanová              | Paulina Peisachov Kazuko Sawamatsu     | 6–3, 6–2            |
| 1976      | German Open Amburgo               |               | 30 000 $      | Terra         | Delina Ann Boshoff (1) Ilana Kloss (1)        | Laura duPont Wendy Turnbull            | 4–6, 7–5, 6–1       |
| 1977      | German Open Amburgo               |               | 35 000 $      | Terra         | Delina Ann Boshoff (2) Ilana Kloss (2)        | Regina Maršíková Renáta Tomanová       | 2–6, 6–4, 7–5       |
| 1978      | German Open Amburgo               |               | 35 000 $      | Terra         | Mima Jaušovec Virginia Ruzici                 | Katja Ebbinghaus Helga Masthoff        | 6–4, 5–7, 6–0       |
| 1979      | German Open Berlino               |               | 100 000 $     | Terra         | Rosie Casals (2) Wendy Turnbull               | Evonne Goolagong Kerry Reid            | 6–2, 7–5            |
| 1980      | Non disputato                     | Non disputato | Non disputato | Non disputato | Non disputato                                 | Non disputato                          | Non disputato       |
| 1981      | German Open Berlino               |               | 100 000 $     | Terra         | Rosalyn Fairbank Tanya Harford                | Sue Barker Renáta Tomanová             | 6–3, 6–4            |
| 1982      | German Open Berlino               |               | 100 000 $     | Terra         | Liz Gordon Beverly Mould                      | Bettina Bunge Claudia Kohde Kilsch     | 6–3, 6–4            |
| 1983      | German Open Berlino               |               | 150 000 $     | Terra         | Jo Durie Anne Hobbs (1)                       | C. Kohde-Kilsch Eva Pfaff              | 6–4, 7–6(2)         |
| 1984      | German Open Berlino               |               | 150 000 $     | Terra         | Anne Hobbs (1) Candy Reynolds                 | Kathleen Horvath Virginia Ruzici       | 6–3, 4–6, 7–6(11)   |
| 1985      | German Open Berlino               |               | 150 000 $     | Terra         | Claudia Kohde Kilsch Helena Suková (1)        | Steffi Graf Catherine Tanvier          | 6–4, 6–1            |
| 1986      | German Open Berlino               |               | 150 000 $     | Terra         | Steffi Graf Helena Suková (2)                 | Martina Navrátilová Andrea Temesvári   | 7–5, 6–2            |
| 1987      | German Open Berlino               |               | 150 000 $     | Terra         | Claudia Kohde Kilsch Helena Suková (3)        | Catarina Lindqvist Tine Scheuer-Larsen | 6–1, 6–2            |
| 1988      | German Open Berlino               | Tier I        | 300 000 $     | Terra         | Isabelle Demongeot Nathalie Tauziat (1)       | C. Kohde-Kilsch Helena Suková          | 6–2, 4–6, 6–4       |
| 1989      | Lufthansa Cup Berlino             | Tier I        | 300 000 $     | Terra         | Elizabeth Smylie Janine Thompson              | Lise Gregory Gretchen Magers           | 5–7, 6–3, 6–2       |
| 1990      | Lufthansa Cup German Open Berlino | Tier I        | 500 000 $     | Terra         | Nicole Bradtke Elna Reinach                   | Hana Mandlíková Jana Novotná           | 6–2, 6–1            |
| 1991      | Lufthansa Cup German Open Berlino | Tier I        | 500 000 $     | Terra         | Larisa Neiland (1) Nataša Zvereva (1)         | Nicole Bradtke Elna Reinach            | 6–3, 6–3            |
| 1992      | Lufthansa Cup German Open Berlino | Tier I        | 550 000 $     | Terra         | Jana Novotná (1) Larisa Neiland (2)           | Gigi Fernández Nataša Zvereva          | 7–6(5), 4–6, 7–5    |
| 1993      | German Open Berlino               | Tier I        | 750 000 $     | Terra         | Gigi Fernández (1) Nataša Zvereva (2)         | Debbie Graham Brenda Schultz           | 6–1, 6–3            |
| 1994      | German Open Berlino               | Tier I        | 750 000 $     | Terra         | Gigi Fernández (2) Nataša Zvereva (3)         | Jana Novotná Arantxa Sánchez           | 6–3, 7–6(2)         |
| 1995      | German Open Berlino               | Tier I        | 806 250 $     | Terra         | Amanda Coetzer Inés Gorrochategui             | Larisa Neiland Gabriela Sabatini       | 4–6, 7–6, 6–2       |
| 1996      | German Open Berlino               | Tier I        | 926 250 $     | Terra         | Meredith McGrath Larisa Neiland (3)           | Martina Hingis Helena Suková           | 6–1, 5–7, 7–6(4)    |
| 1997      | German Open Berlino               | Tier I        | 926 250 $     | Terra         | Lindsay Davenport (1) Jana Novotná (2)        | Gigi Fernández Nataša Zvereva          | 6–2, 3–6, 6–2       |
| 1998      | German Open Berlino               | Tier I        | 926 250 $     | Terra         | Lindsay Davenport (2) Nataša Zvereva (4)      | Alexandra Fusai Nathalie Tauziat       | 6–3, 6–0            |
| 1999      | German Open Berlino               | Tier I        | 1 050 000 $   | Terra         | Alexandra Fusai Nathalie Tauziat (2)          | Jana Novotná Patricia Tarabini         | 6–3, 7–5            |
| 2000      | German Open Berlino               | Tier I        | 1 080 000 $   | Terra         | Conchita Martínez Arantxa Sánchez             | Amanda Coetzer Corina Morariu          | 3–6, 6–2, 7–6(7)    |
| 2001      | Eurocard German Open Berlino      | Tier I        | 1 185 000 $   | Terra         | Els Callens Meg Shaughnessy (1)               | Cara Black Elena Lichovceva            | 6–4, 6–3            |
| 2002      | Eurocard German Open Berlino      | Tier I        | 1 224 000 $   | Terra         | Elena Dement'eva Janette Husárová             | Daniela Hantuchová Arantxa Sánchez     | 0–6, 7–6(3), 6–2    |
| 2003      | MasterCard German Open Berlino    | Tier I        | 1 262 000 $   | Terra         | Virginia Ruano Paola Suárez                   | Kim Clijsters Ai Sugiyama              | 6–3, 4–6, 6–4       |
| 2004      | Ladies German Open Berlino        | Tier I        | 1 300 000 $   | Terra         | Nadia Petrova Meg Shaughnessy (2)             | Janette Husárová Conchita Martínez     | 6–2, 2–6, 6–1       |
| 2005      | Qatar Total German Open Berlino   | Tier I        | 1 300 000 $   | Terra         | Elena Lichovceva Vera Zvonarëva               | Cara Black Liezel Huber                | 4–6, 6–4, 6–3       |
| 2006      | Qatar Telecom German Open Berlino | Tier I        | 1 340 000 $   | Terra         | Yan Zi Zheng Jie                              | Elena Dement'eva Flavia Pennetta       | 6–2, 6–3            |
| 2007      | Qatar Telecom German Open Berlino | Tier I        | 1 340 000 $   | Terra         | Lisa Raymond Samantha Stosur                  | Tathiana Garbin Roberta Vinci          | 6–3, 6–4            |
| 2008      | Qatar Telecom German Open Berlino | Tier I        | 1 340 000 $   | Terra         | Cara Black Liezel Huber                       | Nuria Llagostera María Martínez        | 3–6, 6–2, [10–2]    |
| 2009-2020 | Non disputato                     | Non disputato | Non disputato | Non disputato | Non disputato                                 | Non disputato                          | Non disputato       |
| 2021      | Bett1 Open Berlino                | WTA 500       | 565 530 $     | Erba          | Viktoryja Azaranka Aryna Sabalenka            | Nicole Melichar Demi Schuurs           | 4–6, 7–5, [10–4]    |
| 2022      | Bett1 Open Berlino                | WTA 500       | 757 900 $     | Erba          | Storm Sanders Kateřina Siniaková              | Alizé Cornet Jil Teichmann             | 6–4, 6–3            |
| 2023      | Bett1 Open Berlino                | WTA 500       | 780 637 $     | Erba          | Caroline Garcia Luisa Stefani                 | Kateřina Siniaková Markéta Vondroušová | 4–6, 7–6(8), [10–4] |
| 2024      | ecoTrans Ladies Open Berlino      | WTA 500       | 922 573 $     | Erba          | Wang Xinyu Zheng Saisai                       | Chan Hao-ching Veronika Kudermetova    | 6–2, 7–5            |
| 2025      | Berlin Ladies Open Berlino        | WTA 500       | 1 064 510 $   | Erba          | Tereza Mihalíková Olivia Nicholls             | Sara Errani Jasmine Paolini            | 4-6, 6-2, [10-6]    |